# Adjutor de Vernon
Adjutor ou Adjuteur (autrement attesté sous les formes Adjoutre, Ayoutre, Ayutre, Ajutre, Ustre ou Ajuture), né à Vernon (Eure) vers 1070 et mort le 30 avril 1131 à Pressagny-l'Orgueilleux, est un  ancien croisé, devenu moine bénédictin, puis pénitent retiré dans son ermitage vers la fin de sa vie. Reconnu saint, il est fêté le 30 avril.     

## Étymologie et homonymie
Le nom d’Adjutor est emprunté au latin classique adjutor, -oris, substantif masculin « (celui qui) aide, assistant », éventuellement « doublure (théâtre) ». Il existe un autre saint Adjutor, plus communément appelé saint Maixent l'Auxiliaire. Il est connu autrement sous la forme proche de saint Adjutory, qui serait le véritable nom de saint Maixent.

## Biographie

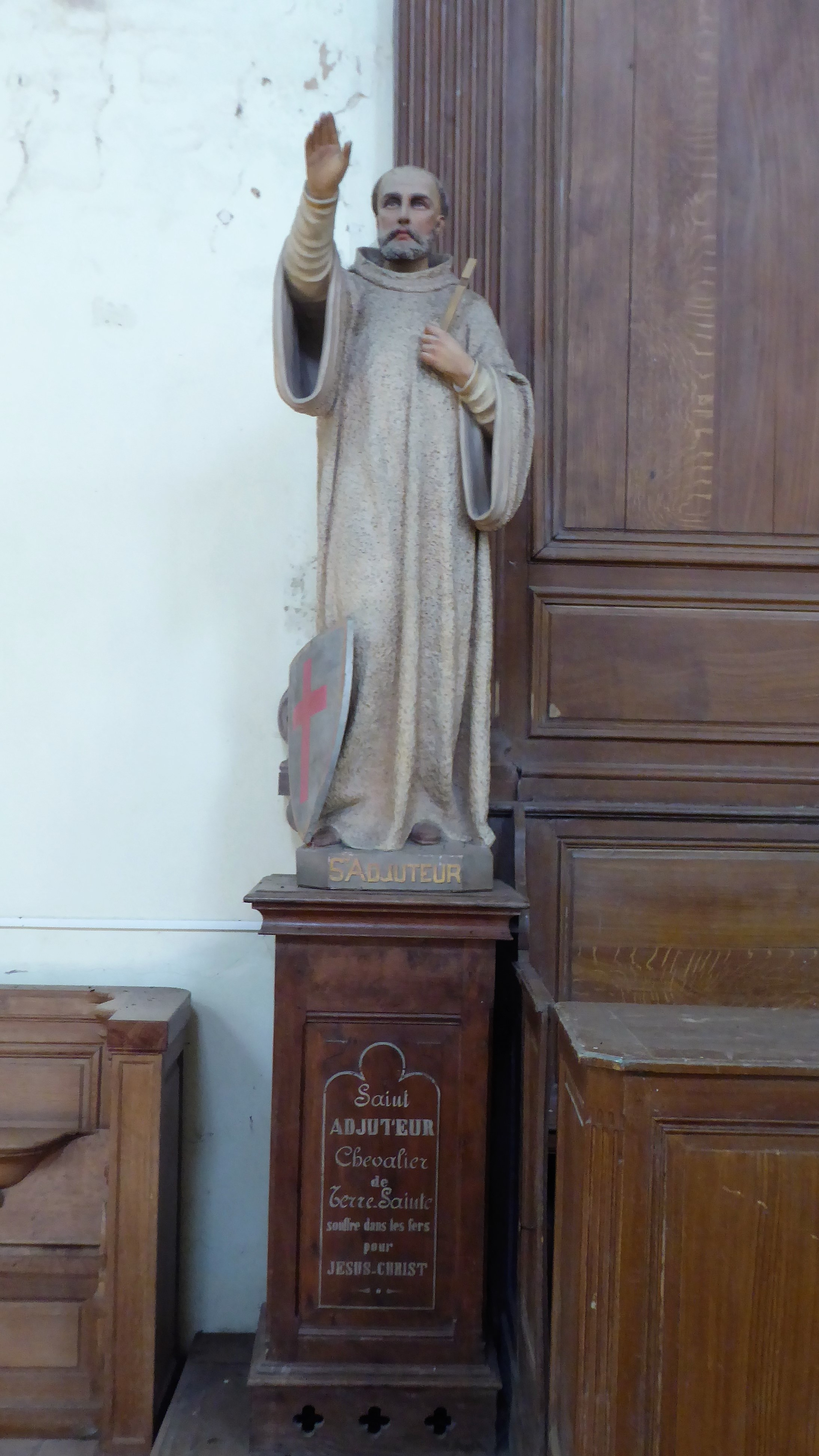
Saint Adjuteur, chevalier de Terre-Sainte souffre dans les fers pour Jésus-Christ, abbatiale de Thiron-Gardais, Eure-et-Loir.

Adjutor est le fils de Jean, comte de Vernon, et de Rosamonde de Blaru ; il est né en 1069 ou 1070. Son lieu de naissance pourrait être Vernon (Eure), dont son père était seigneur, ou Blaru (Yvelines) où sa mère avait un domaine, d'où la légende de la fontaine miraculeuse de Blaru où sa nourrice allait laver ses langes. Il est mort à Pressagny-l'Orgueilleux le 30 avril 1131.
Il partit en croisade en 1095 aux côtés de Robert Courteheuse. Il y fut fait prisonnier et persécuté, mais sans renier sa foi. La légende raconte qu'il aurait été libéré miraculeusement et transporté à Vernon.
À son retour, il éleva une chapelle à sainte Marie Madeleine en remerciement d'être revenu sain et sauf au pays. En fait, entre la prise de Jérusalem le 15 juillet 1099 et son retour, que l'on situe entre 1112 et 1130, on ignore s'il est resté en Terre sainte ou s'il est revenu en France.
Il fut bénédictin à l'abbaye de Tiron dans le Perche, mais préféra la solitude de son ermitage où il passa les dernières années de sa vie en solitaire recevant  malades et âmes en peine et amenant un bon nombre d'entre eux à la guérison.   
C'est un saint très populaire en Normandie. Un établissement privé catholique de renom porte d'ailleurs son nom à Vernon. Il est fêté le 30 avril. Il est principalement représenté en moine chevalier, portant des chaînes dans sa main. 

### L'exploit de Tambire
Tambire (ou Jambuit) est un territoire d'Antioche. Adjutor y tomba en embuscade avec ses compagnons pendant la croisade. Il invoqua alors sainte Marie Madeleine, lui promettant la construction d'un sanctuaire et de donner ses domaines à l'abbaye de Tiron. Un orage violent survint, mettant en fuite les infidèles, sauvant ainsi Adjutor et ses compagnons.

### Le chant du coq rôti
Adjutor, de retour de Terre sainte, s'en revint à Blaru, où demeurait sa mère Rosamonde. À quelque distance du château, il rencontra un pâtre à qui il demanda d'aller la prévenir. Mais celle-ci ne voulut point le croire. Adjutor renvoya le pâtre en lui adjoignant de dire : « Adjutor arrive, aussi vrai qu'on entendra chanter le coq qui est à la broche ». Le pâtre s'exécuta, et le coq qui rôtissait se mit à chanter pour confirmer ses dires.

### Les miracles de saint Adjutor
En compagnie de l'évêque Hugues, il monta dans une barque sur la Seine, en compagnie de mariniers. Au-dessus du gouffre dont les remous entraînaient les barques, il invoqua sainte Marie Madeleine et jeta des chaînes dans l'eau et, immédiatement, les tourbillons cessèrent, et les mariniers purent reprendre leur travail en toute sécurité.
Il est connu aussi pour ses miracles sur la commune comme vers 1113-1114 où il accomplit le calme d'un tourbillon de la Seine. Il aurait par ailleurs délivré la ville des flammes, de la peste, et autres.

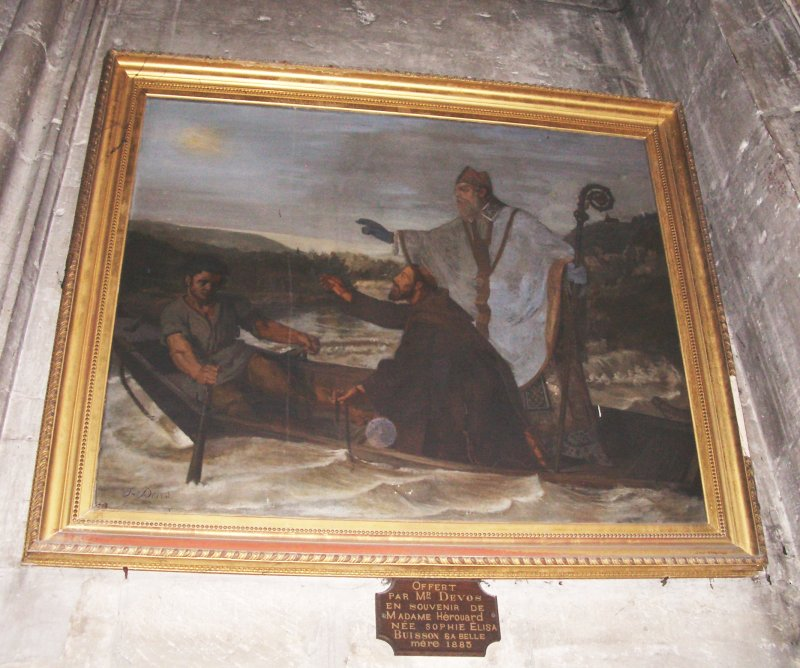
Le miracle de saint Adjutor, œuvre de Julien Devos (XIXe siècle).
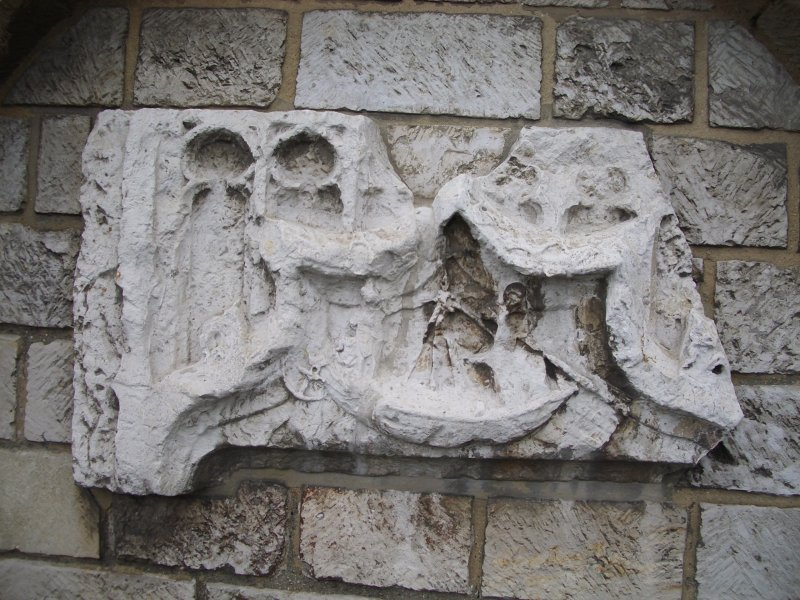
Le miracle de saint Adjutor, bas-relief rue Bourbon-Penthièvre à Vernon.

## Patronage
Il est le patron des mariniers et de la ville de Vernon.

## Citation
D'Anatole France :
 
« Dans le vieux Vernon, proche de la collégiale, une petite rue conduit à la Seine. Elle est bordée de pauvres maisonnettes penchantes qui se soutiennent les unes les autres. Au milieu de ces masures, s'élève une maison de pierre. Au-dessus de la porte un humble sculpteur a figuré une barque montée par trois personnages. L'un a pour insigne la crosse et la mitre. On n'hésite pas à reconnaître en lui Hugues, archevêque de Rouen en 1130. L'autre, dont les cheveux flottent sur les épaules est le grand Saint Adjutor. La troisième figure est celle du batelier qui conduisait l'évêque et le saint ».

### Sources et bibliographie
- Raymond Bordeaux, Vie de saint Adjutor, patron de la ville de Vernon, Rouen, Boissel, in-8°, réimpression avec préface pour la Société des bibliophiles normands.
- Denis Joulain, « Adjutor de Vernon entre légende et réalité », dans Connaissance de l'Eure, no 105, juillet 1997 Nombreuses références bibliographiques.
- Jean Théroude, La Vie de Saint Adjutor, 1638 (réédité en 1864)
- Jean-Patrick Beaufreton, La Seine normande, éditions Alan Sutton, 2001  (ISBN 978-2-84253-647-3)